# Август 2009 года

Список событий августа 2009 года.

## События
- 1 августа
  - Минобороны России обвинило Грузию в вооружённых провокациях на границе с Южной Осетией[1].
  - Власти Венесуэлы запретили вещание 34 частных радиостанций[2].
  - Скончалась бывший президент Филиппин Корасон Акино. В стране объявлен десятидневный траур[3].
  - Из-за сильных лесных пожаров с Канарских островов эвакуированы 4000 туристов и местных жителей[4].
  - В пустыне Гоби найдены редчайшие буддийские сокровища, спрятанные от разграбления советскими и монгольскими солдатами в 30-х годах[5].
- 2 августа
  - В финале чемпионата Европы по футболу среди юношей до 19 лет сборная Украины переиграла сборную Англии[6].
  - В Камеруне обнаружена новая разновидность ВИЧ[7].
  - В Хайнань-Тибетском автономном округе закрыт на карантин город Цзыкэтань после выявления в нём второго случая лёгочной чумы[8][9].
- 3 августа
  - Фирма Nissan официально представила свой первый серийный электромобиль Nissan Leaf[10].
  - Президент Кении Мваи Кибаки объявил, что все без исключения приговоры о смертной казни (порядка 4000) заменяются на пожизненное заключение[11].
  - Верховный лидер Ирана аятолла Али Хаменеи утвердил Махмуда Ахмадинежада в должности президента страны[12].
  - Эдуард Кокойты заявил, что видит будущее подконтрольной ему республики в составе России[13].
- 4 августа
  - Согласно отчёту Еврокомиссии 56 % европейцев регулярно пользуются интернетом, этот показатель вырос на 33 % за 5 лет. Никогда не пользовалась интернетом почти треть граждан ЕС[14][15].
  - Умер Амос Кенан, израильский художник, писатель и политический деятель, одна из ключевых фигур новой светской культуры Израиля[16].
  - В Нигере прошёл конституционный референдум, в конституцию предлагалось внести изменения, по которым в стране вводится президентская форма правления и текущий президент Танджа Мамаду может переизбираться неограниченное число раз[17].
  - Рост напряжённости на грузино-осетинской границе:
    - Состоялся телефонный разговор между президентами России и США по поводу роста напряжённости в регионе[18]. Через несколько часов прошла ещё одна телефонная беседа на эту же тему между вице-президентом США Джо Байден и грузинским президентом Михаилом Саакашвили[19].
    - Эдуард Кокойты по итогам экстренного совещания Совета безопасности Южной Осетии принял решение закрыть границу с Грузией[20].
    - Президент Республики Южная Осетия Эдуард Кокойты подписал указ об освобождении от должности председателя правительства Асланбека Булацева[21].

  - Экс-президент США Билл Клинтон встретился в Пхеньяне с лидером КНДР Ким Чен Иром, по итогам которых были освобождены две американские журналистки, арестованные и осужденные северокорейскими властями[22].
  - Национализированный британский ипотечный банк Northern Rock по итогам первого полугодия 2009 года понёс убытки свыше одного миллиарда долларов[23].
- 5 августа
  - Правительство Ирака распорядилось снести противовзрывные стены от террористов-смертников в течение 40 дней[24].
  - Московский окружной военный суд приступил к повторному рассмотрению дела об убийстве журналистки «Новой Газеты» Анны Политковской[25].
  - В Иране прошла инаугурация Махмуда Ахмадинежада, официально вступившего в должность президента страны на второй срок, после нескольких месяцев политического противостояния[26].
  - Парламент Южной Осетии избрал Вадима Бровцева на пост главы правительства республики[27].
- 6 августа
  - Латинская Америка:
    - Президент Венесуэлы Уго Чавес осудил планируемое увеличение американского воинского контингента на базах США в Колумбии[28].
    - Венесуэла ввела экономические меры в отношении Колумбии[28].
    - Президент Боливии Эво Моралес заявил, что американские войска не должны вообще находиться в Латинской Америке[28].

  - В австралийском городе Кэрнс закончился 40-й Форум тихоокеанских островов[29].
  - При раскопках на Таманском полуострове найдены руины Фанагорийского акрополя — дворца Митридата VI Евпатора[30].
  - Расшифрован геном ВИЧ[31].
  - На встрече в приграничном городе Гома президент Руанды Поль Кагаме и Демократической республики Конго Жозеф Кабила пообещали развивать и укреплять экономические отношения между странами и работать над улучшением безопасности в регионе[32].
- 7 августа
  - Сенат Конгресса США утвердил латиноамериканку Соню Сотомайор в должности члена Верховного суда Америки, она стала первым латиноамериканцем, занявшим этот пост[33].
  - В результате взрыва заминированного автомобиля в городе Мосул на севере Ирака погибли 30 человек, 72 получили ранения[34].
  - Виктор Ющенко утвердил годовую национальную программу на 2009 год по подготовке Украины ко вступлению в НАТО[35].
- 8 августа
  - У посольства Франции в Мавритании взорвался смертник. Это первый в Мавритании теракт с участием террориста-смертника[36].
  - В России в результате ужесточения таможенного контроля в отношении грузовых машин с литовскими номерами на границе возникли многокилометровые очереди фур[37].
- 9 августа
  - Около миллиона человек было эвакуировано в юго-восточном Китае из-за тайфуна «Моракот»[38].
  - На тамильском севере Шри-Ланки прошли первые после гражданской войны выборы в местные органы власти[39].
  - На испанском курортном острове Майорка прогремели 3 взрыва, ответственность за которые взяла террористическая организация ЭТА[40].
  - Совет Стражей Исламской революции высказал намерение призвать к ответу лидеров иранской оппозиции Мир-Хусейна Мусави, бывшего президента Ирана Мохаммада Хатами и одного из кандидатов на пост президента Мехди Карруби[41].
  - Папа римский Бенедикт XVI объявил, что отрицающий Холокост епископ Ричард Уильямсон снят с поста главы католической семинарии в Буэнос-Айресе[42].

- 10 августа
  - Приведён к присяге выбранный на второй срок президент Эквадора Рафаэль Корреа[43].
  - Временное правительство Гондураса отказало комиссии Организации американских государств в посещении страны[44].
  - Ливия и Чад подписали семь соглашений по улучшению торговых отношений и политического сотрудничества между странами[45].
  - На первом за 20 лет съезде палестинского движения «ФАТХ» переизбрано руководство движения[46].
- 11 августа
  - Стихийные бедствия в Японии: в центральной части страны прошло землетрясение магнитудой 6,5; ситуацию усугубляет проходящий вдоль побережья Японии тайфун «Этау»[47].
  - В возрасте 88 лет умерла основательница специальных олимпийских игр Юнис Кеннеди Шривер[48].
  - Космический телескоп «Спитцер» зафиксировал столкновение двух экзопланет[49].
  - Шесть человек погибли в результате взрыва на угольной шахте в городе Гандлова на севере Словакии. В стране объявлен общенациональный траур[50].
- 12 августа
  - На встрече в Каракасе президент Венесуэлы Уго Чавес и президент Аргентины Кристина Фернандес де Киршнер подписали соглашение о расширении торгового сотрудничества между странами[51].
  - Власти Демократической Республики Конго арестовали Грегуара Ндахиману, обвиняемого в геноциде и преступлениях против человечества[52].
  - Британские астрономы впервые в истории науки обнаружили экзопланету WASP-17b, которая обладает ретроградной орбитой[53].
  - Поисково-спасательные службы обнаружили на глубине 110 метров в 140 километрах к северо-востоку от столицы Тонга — города Нукуалофа обломки парома «Принцесса Ашика», затонувшего неделей ранее[54].
- 13 августа
  - В возрасте 94 лет умер Лес Пол, один из изобретателей электрогитары, оказавший определенное влияние на современную музыку[55].
  - Европейский союз принял решение расширить санкции против Мьянмы после того, как в этой стране был вынесен новый обвинительный приговор лидеру оппозиции Аун Сан Су Чжи[56].
  - Произошло столкновение между филиппинскими правительственными войсками и группировкой «Абу-Сайяф», погибло свыше 40 человек[57].
  - В Дагестане группа бандитов расстреляла пост дорожно-патрульной службы близ Буйнакска и совершила атаку на мирных жителей[58].
- 14 августа
  - Из Исламабада после официальной церемонии с участием представителей пакистанского руководства и глав железнодорожных ведомств стран-членов Организации экономического сотрудничества отправился в путь первый поезд-контейнеровоз Исламабад—Тегеран—Стамбул[59].
  - Президент Тайваня Ма Инцзю был вынужден признать, что жертвами тайфуна «Моракот», обрушившегося на остров, стали около 500 человек[60].
  - На севере Йемена произошли столкновения между шиитскими боевиками и военными, по меньшей мере, 21 человек погиб[61].
  - Министерство иностранных дел Аргентины приняло решение выслать из страны посла Гондураса, по просьбе изгнанного президента Гондураса Мануэля Селайи[62].
- 15 августа
  - Великобритания ввела прямое правление на островах Теркс и Кайкос, объяснив свои действия многочисленными фактами коррупции в местном руководстве[63].
  - Колумбия достигла соглашения с США, в соответствии с которым американские военные смогут использовать семь колумбийских военных баз и действовать на колумбийской территории с целью борьбы с наркоторговлей[64].
  - Теракт в Кабуле — взрыв машины, управляемой террористом-смертником, произошедший у представительства НАТО, унёс жизни семи человек, более 90 ранены[65].
- 16 августа
  - У берегов индонезийского острова Суматра произошло землетрясение магнитудой 6,9; в течение суток последовали ещё одиннадцать толчков магнитудой выше 5,2[66].
  - В результате столкновения двух истребителей Су-27 во время подготовки к МАКС 2009 погиб командир «Русских Витязей», Заслуженный лётчик России Игорь Ткаченко[67].
  - В авиационной катастрофе в Калужской области погибла абсолютный чемпион Европы по спортивному пилотажу, призёр чемпионатов мира Светлана Федоренко[68].
  - Ямайский спринтер Усэйн Болт установил на чемпионате мира по лёгкой атлетике в Берлине рекорд мира в беге на дистанции 100 метров[69].
- 17 августа
  - Произошла не имеющая аналогов в мировой гидроэнергетике авария на Саяно-Шушенской ГЭС, в результате которой погибло 75 человек, 13 пострадали[70].
  - После четырёх кварталов спада экономика Японии вышла из рецессии, показав рост на 0,9 % в апреле-июне[71].
  - Террорист-смертник взорвал заминированную машину у здания ГУВД Назрани (Ингушетия). 25 человек погибло и 136 получили ранения[72].
  - Вооружённые силы Канады начали военные учения в арктической части страны под кодовым названием «Нанук»[73].
- 18 августа
  - На северо-западе России начались военные учения «Ладога-2009»[74].
  - Экономический советник Международного валютного фонда Оливье Бланшара заявил, что начался процесс восстановления мировой экономики[75].
  - Около Кабо-Верде обнаружено и освобождено мальтийское судно с российским экипажем «Arctic Sea», захваченное пиратами 22 июля в Балтийском море[76].
  - Умер экс-президент Южной Кореи и лауреат нобелевской премии мира Ким Дэ Чжун[77].
  - Грузия официально перестала быть членом Содружества независимых государств[78].
- 19 августа
  - Теракты[англ.] в Багдаде: серия взрывов унесла жизни 95 и ранила 563 человека. Некоторые взрывы раздались недалеко от объектов охраняемой «зелёной зоны»[79].
- 20 августа
  - Администрация Обамы объявила о намерении закончить в скором времени программу утилизации старых автомобилей[англ.], которая помогла автопроизводителям США существенно увеличить объёмы продаж[80].
  - Эксперимент LIGO по поиску гравитационных волн дал нулевой результат[81].
  - В Афганистане начались вторые в истории страны президентские выборы[82]. За время выборов боевиками было совершено более 70 нападений[83].
  - Не стало известного советского актёра театра и кино Семёна Фарады[84].
- 21 августа
  - Бразилия стала третьим по величине торговым партнёром Чили, сместив Японию[85][86].
  - Новоизбранный президент ЮАР Джейкоб Зума прибыл в Анголу на встречу с президентом Анголы Жозе Эдуарду душ Сантошем, чтобы упрочить экономические связи с этой страной, которая является крупнейшим производителем и экспортером нефтепродуктов в Африке[87].
  - Власти Словакии отказали президенту Венгрии Ласло Шойому во въезде в страну[88].
  - Столкновения между боевиками, правительственными силами и миротворческим контингентом Африканского союза в столице Сомали городе Могадишо унесли жизни по меньшей мере 22 человек[89].
  - В Ораньемунде (Намибия) состоялась торжественная встреча с участием глав пяти африканских государств последней экспедиции исследователя Африки Кингсли Холгэйта[90].
- 22 августа
  - Верховный суд Гондураса отверг предложение Коста-Рики, согласно которому предполагалось возвращение в страну свергнутого президента Мануэля Селайи[91].
  - Глубоководный обитаемый аппарат «Мир-1» погрузился на Байкале на рекордную глубину 1640 метров[92].
  - Состоялась первая за два года встреча официальных представителей КНДР и Республики Корея[93].
  - Сотни нигерийских боевиков сдали оружие и приняли условия правительственной амнистии[94].
  - Состоялся визит президента Бразилии Луиса Инасиу Лула да Силва в Боливию, в ходе которого и он обсудил с президентом Боливии Эво Моралесом военное присутствие США в регионе[95]. Эво Моралес призвал страны Латинской Америки объединиться для защиты суверенитета[96].
- 23 августа
  - В финале конкурса «Мисс Вселенная» победила Стефания Фернандес из Венесуэлы[97].
  - В столице Мали Бамако десятки тысяч человек приняли участие в демонстрациях против принятия нового закона, наделяющего женщин в браке равноправием с мужчинами[98].
  - Тысячи людей были эвакуированы из Афин из-за сильных лесных пожаров, достигших окраины города[99].
  - По заявлению властей Йемена в ходе наступления федеральных войск на позиции повстанцев-шиитов убито более 100 боевиков, в том числе и двое их командиров[92].
  - Английская сборная по крикету выиграла The Ashes — один из самых известных поединков этой игры[100].
- 24 августа
  - Окружной суд Стокгольма приказал основному провайдеру Black Internet отключить крупнейший торрент-трекер The Pirate Bay от Сети[101].
  - В Кении началась первая за десять лет национальная перепись населения[102].
  - По меньшей мере 200 детей погибло от вспышки японского энцефалита в северной Индии[103].
- 25 августа
  - Более сорока человек погибли в результате теракта в афганском городе Кандагар[104].
  - Ирак и Сирия отозвали друг у друга своих послов из-за скандала, вызванного терактом в Багдаде[105].
  - С космодрома Наро запущена первая южнокорейская ракета «Наро-1», которая должна была вывести на орбиту научный спутник «STSAT-2»[106]. Однако спутник не вышел на орбиту и сгорел в плотных слоях атмосферы[107].
  - Президент США Барак Обама назначил Бена Бернанке главой Федеральной резервной системы на второй срок[108].
  - Умер брат Джона и Роберта Кеннеди, один из самых влиятельных людей в Демократической партии США, сенатор Эдвард Кеннеди. В Вашингтоне был объявлен траур[109].
- 26 августа
  - Пакистанские талибы подтвердили смерть своего лидера Байтулла Масуда, случившуюся 7 августа в результате атаки американского беспилотника[110].
- 27 августа
  - На 97-м году жизни скончался известный детский поэт, автор советского и российского гимнов Сергей Михалков[111].
  - Президент Боливии Эво Моралес предложил провести референдум по вопросу о создании военных баз США в Колумбии, в котором должно участвовать население всех стран Южной Америки[112].
  - Лидер Исламского движения Узбекистана Тахир Юлдашев убит в Пакистане в результате ракетного удара, нанесённого американским самолётом-беспилотником[113].
  - В Саудовской Аравии совершено неудачное покушение на принца Мухаммеда бин Наифа, по мнению правоохранительных органов, к теракту могут быть причастны боевики радикальной исламистской группировки «Аль-Кайеда»[114][115].
- 28 августа
  - Российская спортсменка Елена Исинбаева установила новый мировой рекорд в прыжках с шестом, преодолев планку на отметке 5,06 метров[116].
  - Парламент Исландии проголосовал за возвращение более 5 миллиардов долларов долгов правительствам Великобритании и Нидерландов[117].
  - Учёные из исследовательской лаборатории IBM в Цюрихе улучшили технологию, позволяющую получить графические данные о структуре индивидуальной молекулы, на полученных изображениях видны химические связи[118].
  - Из-за возобновившихся боёв между правительственными войсками и местными повстанцами в бирманской провинции Шан десятки тысяч человек бежали из северной части Мьянмы в китайский приграничный город Нансан (провинция Юньнань)[119].
- 29 августа
  - С космодрома имени Кеннеди осуществлён пуск шаттла «Дискавери» по программе STS-128[120].
  - Группу «Oasis» покинул один из её основателей Ноэль Галлахер[121].
- 30 августа
  - 58 % жителей Шотландии выступили за проведение референдума о независимости от Великобритании в 2010 году, дискуссия об отделении Шотландии от Великобритании активизировалась после победы на парламентских выборах Шотландской национальной партии[122].
  - Духовный лидер тибетцев Далай-лама начал визит на Тайвань, вызвавший резко негативную реакцию властей Китая[123].
  - На парламентских выборах в Японии правящая Либерально-демократическая партия потерпела поражение. Председатель ЛДП Таро Асо объявил о своей отставке. Демократическая партия получила 308 мест из 480. Её лидер Юкио Хатояма сформирует новое правительство[124].
  - На авиашоу в Польше разбился белорусский истребитель Су-27. Оба пилота погибли. На земле пострадавших нет[125].
  - В Габоне состоялись внеочередные президентские выборы[126].
- 31 августа
  - Армения и Турция, находившиеся в напряжённых отношениях, приняли решение об открытии границы[127].
  - Компания Walt Disney объявила, что покупает Marvel Entertainment за 4 миллиарда долларов наличными и акциями[128].
  - Между Китаем и Тайванем впервые за 60 лет открыто регулярное воздушное сообщение[129].